# Thirty Three & 1/3
Thirty Three & 1/3 —rotulado como Thirty Three & 1/ॐ en la portada— es el séptimo álbum de estudio del músico británico George Harrison, publicado por la compañía discográfica Dark Horse Records en noviembre de 1976. El disco, grabado en el estudio de Friar Park con la asistencia de Tom Scott en la producción, fue el primer trabajo del músico publicado por Dark Horse, una compañía fundada dos años antes. A pesar de tener un acuerdo inicial con A&M Records para su distribución, un retraso en la entrega del álbum a la discográfica provocó que Thirty Three & 1/3 fuese distribuido finalmente por Warner Bros. Entre otros problemas que afectaron a su grabación, Harrison sufrió una hepatitis a mitad de las sesiones y fue demandado por infringir los derechos de autor del tema de The Chiffons «He's So Fine» en su canción «My Sweet Lord». El álbum incluyó los sencillos «This Song», una sátira de Harrison sobre el caso judicial, y «Crackerbox Palace».
Durante la grabación de Thirty Three & 1/3, Harrison contó con la colaboración de músicos como Billy Preston, Gary Wright, Willie Weeks, David Foster y Alvin Taylor. Tras su lanzamiento, y a diferencia de trabajos anteriores, realizó una amplia promoción del álbum que incluyó el rodaje de tres videoclips, dos de ellos dirigidos por el miembro de los Monty Python Eric Idle, así como su aparición en varios programas de radio y televisión. Entre esos últimos se incluyó una actuación en directo junto al cantante Paul Simon en el programa de la NBC Saturday Night Live. A pesar de los problemas asociados a su grabación, gran parte de la crítica musical reconoció Thirty Three & 1/3 como un retorno de Harrison a la normalidad después del mal recibimiento de discos como Dark Horse y Extra Texture. Al respecto, fue considerado su disco más sólido desde el aclamado All Things Must Pass. En 2004, fue remasterizado y reeditado en la caja recopilatoria The Dark Horse Years 1976-1992 como parte de la serie de reediciones del catálogo musical de Harrison tras su fallecimiento tres años antes.

## Trasfondo
En mayo de 1974, George Harrison fundó Dark Horse Records, una compañía discográfica destinada a la publicación de sus propios trabajos y a la promoción de nuevos artistas. Después de finiquitar su contrato con EMI tras el lanzamiento de Extra Texture (Read All About It), el músico firmó un contrato con Dark Horse y llegó a un acuerdo para la distribución de su nuevo disco con A&M Records. Parte del nuevo acuerdo entre ambas compañías fue la fijación de una fecha para entregar su nuevo trabajo, Thirty Three & 1/3, estipulada para el 26 de julio. Sin embargo, Harrison pasó gran parte de la primera mitad del año en actividades distintas a su carrera musical: la primera de ellas fue la demanda por plagio presentada por la editorial Bright Tunes, según la cual el músico había infringido los derechos de autor de la canción de The Chiffons «He's So Fine» en su tema «My Sweet Lord». Durante su estancia en Los Ángeles entre febrero y marzo, también trabajó en un documental de su gira norteamericana de 1974 junto a Ravi Shankar y participó en un programa del grupo cómico Monty Python. Uno de sus miembros, Michael Palin, recordó más tarde que Harrison «parecía cansado y enfermo», algo que el autor Peter Doggett atribuyó al fracaso de su matrimonio con Pattie Boyd y a un estilo de vida cada vez más dependiente del alcohol y la cocaína.
Después de comenzar las sesiones de Thirty Three & 1/3 a finales de mayo de 1976, Harrison sufrió una hepatitis que le impidió trabajar durante gran parte del verano. Con la ayuda de Olivia Arias, su futura esposa, recobró la salud a finales de verano gracias al uso de remedios naturales como la acupuntura. Según comentó Harrison: «Necesité la hepatitis para dejar de beber alcohol».

## Grabación

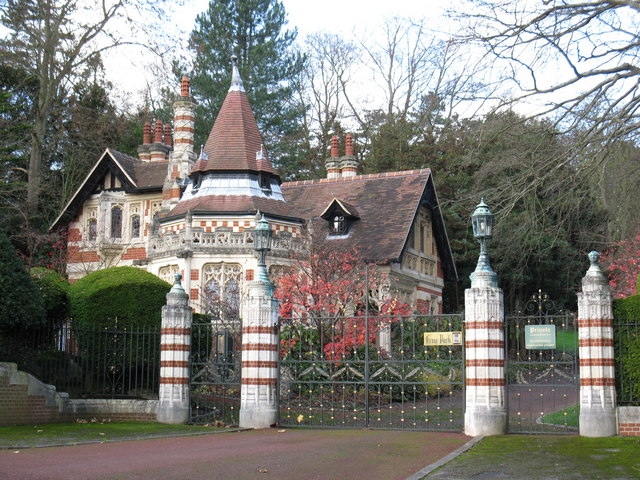
George Harrison grabó Thirty Three & 1/3 en su estudio de Friar Park.

Harrison comenzó a grabar Thirty Three & 1/3 —título que reflejaba su edad en el momento de la grabación y la velocidad en revoluciones por minuto a la que un disco de vinilo gira en un gramófono— el 24 de mayo de 1976 en su propio estudio de Friar Park. Previamente, antes de caer enfermo de hepatitis, había grabado las pistas básicas de un total de doce canciones. Después de haber admitido en una entrevista con Melody Maker que prefería trabajar en un futuro con un coproductor, Harrison reclutó al arreglista y saxofonista de jazz Tom Scott para proporcionarle asistencia técnica en su nuevo álbum. El resto de músicos incluyó al bajista Willie Weeks, al batería Alvin Taylor, a los teclistas Richard Tee y David Foster y al percusionista Emil Richards, todos de origen estadounidense. Amigos del músico como Gary Wright y Billy Preston también contribuyeron al álbum tocando los teclados, el segundo de ellos durante varios descansos de la gira europea de The Rolling Stones. Según los autores Chip Madinger y Mark Easter, Harrison solo llegó a grabar una pista de guitarra acústica en la canción «Learning How to Love You» antes de caer enfermo de hepatitis.
Harrison seleccionó diez de las doce maquetas para realizar sobregrabaciones. Más tarde comentó que «See Yourself», la cual comenzó a escribir en 1967, era una canción que le gustaba más a medida que eran añadidos nuevos instrumentos a la grabación inicial. Otras composiciones antiguas que databan de la década de 1960 eran «Woman Don't You Cry for Me» y «Beautiful Girl», revisadas para la grabación de Thirty Three & 1/3. La primera de ellas fue escrita durante una gira con Delaney and Bonnie con el fin de mostrar sus primeras lecciones en la guitarra slide. Al igual que «See Yourself», «Dear One» se inspiró en Paramhansa Yogananda, autor de Autobiografía de un yogui y una influencia en Harrison desde su primera visita a la India en septiembre de 1966.
Entre las nuevas composiciones, «This Song» fue una parodia sarcástica del caso judicial sobre el plagio de «My Sweet Lord». Por otra parte, «Crackerbox Palace» fue una canción que escribió después de reunirse con el representante del cómico Lord Buckley en enero de 1976, mientras que «Pure Smokey» supuso un tributo al cantante de soul Smokey Robinson. «It's What You Value», que surgió después de que el batería Jim Keltner solicitase el pago de su participación en la gira de 1974 con un Mercedes-Benz deportivo, reflejó el creciente interés de Harrison por la Fórmula 1 al incluir una referencia al monoplaza Tyrrell P34. Además de sus propias composiciones, Harrison también grabó una versión de la canción de Cole Porter «True Love». Después de su convalecencia hasta finales de verano a causa de su enfermedad, Harrison terminó la grabación de Thirty Three & 1/3 el 13 de septiembre de 1976.

## Publicación

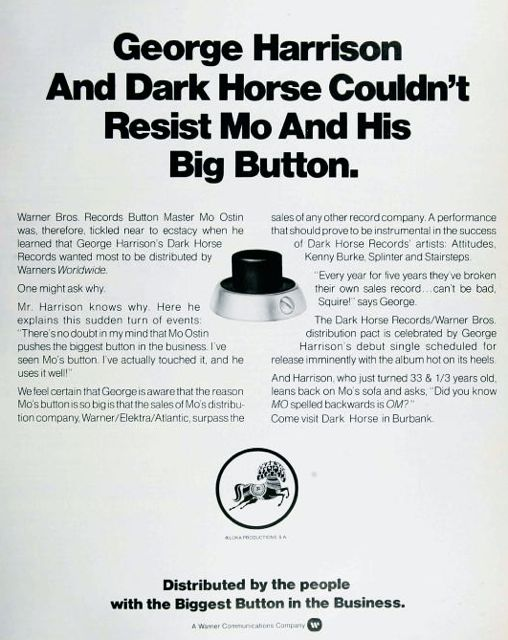
Acuerdo de distribución entre Dark Horse y Warner Bros. Records.

A mediados de 1976, A&M Records se mostró preocupada porque no había conseguido recuperar el dinero invertido en Dark Horse Records durante los dos últimos años. Debido a ello, decidió romper su acuerdo con Dark Horse, y en un intento de recuperar su inversión, presentó una demanda reclamando a Harrison diez millones de dólares, una cifra justificada por su retraso a la hora de entregar Thirty Three & 1/3. De forma paralela, en septiembre del mismo año, el juez Richard Owen de Nueva York dictó sentencia sobre la demanda por infracción de derechos de autor en «My Sweet Lord». Owen indicó que Harrison había «plagiado subconscientemente» parte de la melodía de la canción de The Chiffons. Una vez resueltos sus dos problemas legales, Harrison firmó un acuerdo con Warner Bros., empresa dirigida en la época por Mo Ostin, para que distribuyera los discos publicados por Dark Horse Records. Una vez cerrado el acuerdo con Ostin, Thirty Three & 1/3 fue finalmente publicado en noviembre de 1976, de forma paralela al sencillo «This Song».
Thirty Three & 1/3 superó en ventas a Dark Horse y Extra Texture en los Estados Unidos, donde alcanzó el puesto once en la lista Billboard 200 y fue certificado disco de oro por la RIAA. Sin embargo, en Gran Bretaña llegó al puesto 35, uno de los peores registros para un disco de Harrison junto a su siguiente trabajo homónimo. El álbum obtuvo un mayor éxito en Canadá, donde el músico obtuvo su primer top 10 desde el lanzamiento de Living in the Material World. Mientras que los sencillos «This Song» y «Crackerbox Palace» tuvieron cierto éxito en los Estados Unidos, al llegar a los puestos 25 y 19 respectivamente de la lista Billboard Hot 100, ninguno de ellos entró en la lista de sencillos del Reino Unido. El periodista musical Paul Du Noyer comentó sobre este contraste en la recepción del álbum: «El punk rock convirtió a Harrison en obsoleto en su tierra natal, pero la radio estadounidense advertía sobre la experiencia y lo melodioso de todo».

## Promoción
Harrison emprendió por primera vez en su carrera una amplia promoción de un nuevo trabajo discográfico en un intento por recuperar el nivel de ventas perdido tras sus dos anteriores discos. Su actividad incluyó entrevistas en medios de comunicación como prensa, radio y televisión en los Estados Unidos antes de pasar por Gran Bretaña, Alemania y Países Bajos. El 20 de noviembre de 1976, Harrison apareció con Paul Simon como invitado en el programa de televisión Saturday Night Live, donde ambos tocaron «Here Comes the Sun» y «Homeward Bound». La versión en directo de «Homeward Bound» fue incluida en el álbum Nobody's Child: Romanian Angel Appeal en 1990 y en el DVD extra del recopilatorio de Simon The Essential Paul Simon.
De forma paralela, Harrison también grabó videoclips cómicos de «This Song», «Crackerbox Palace» y «True Love». El videoclip de «This Song» fue dirigido por el propio músico y rodado en un juzgado de Los Ángeles, con la aparición de amigos como Jim Keltner y Ron Wood. Eric Idle, miembro de los Monty Python, dirigió los videoclips de «Crackerbox Palace» y «True Love», ambos filmados en Friar Park.

## Recepción
Tras su publicación, Thirty Three & 1/3 obtuvo en general buenas críticas de la prensa musical. La revista Billboard lo describió como «un álbum soleado y alegre con canciones de amor y bromas alegres que es su paquete más feliz y comercial, con menos posturas altisonantes, de toda su carrera en solitario». El crítico calificó la producción «de primera categoría» antes de concluir diciendo: «La frecuente y espectacular melodía de Harrison consigue un brillante despliegue aquí». Ray Coleman de Melody Maker comentó: «La pregunta es simplemente si la música [de Thirty Three & 1/3] lo merece. Inequívocamente, la respuesta es sí». Coleman destacó la voz de Harrison en «este buen álbum» y comparó la calidad de sus melodías con las del álbum de The Beatles Rubber Soul.
Sin embargo, el álbum también obtuvo reseñas menos favorables: en una reseña para NME, Bob Woffinden admiró el trabajo de Harrison en la guitarra pero criticó sus letras. Al respecto, escribió: «Harrison no tiene absolutamente ningún sentido del flujo narrativo, no puede empezar a sustentar interés y no tiene facilidad para conjurar imágenes evocativas o llamativas». El autor concluyó diciendo: «El comportamiento general de Harrison es más alentador... Si bien es un álbum sin un mérito en particular, es uno que me lleva a creer que su mejor trabajo no tiene que estar necesariamente detrás de él». Años más tarde, en su libro The Beatles Apart, Woffinden ofreció una evaluación más positiva, aunque volvió a repetir que estaba «todavía lejos de lo mejor de Harrison».
En 1977, el periodista Nicholas Schaffner lo comparó con All Things Must Pass y comentó: «Las canciones más nuevas tienen un ambiente mucho más íntimo que les obliga a depender de una melodía pura y de la propia maestría musical de George, en lugar de orquestaciones deslumbrantes y de la producción. El buen gesto en su interpretación de sus dos instrumentos domésticos, la guitarra slide y el sintetizador, no tiene parangón en el rock, y Thirty Three & 1/3 cuenta con la más variada y melódica colección de melodías de Harrison hasta la fecha».
En el libro The Beatles: An Illustrated Record, Roy Carr y Tony Tyler lo describieron como «el mejor esfuerzo hasta el momento de Harrison desde el triunfo incuestionable de All Things Must Pass». Después de comentar que los «verdaderos regalos» del guitarrista fueron como músico de apoyo en lugar de como solista y compositor, Carr y Tyler concluyeron diciendo: «Debe ser la producción. Ningún tema en particular se presenta como tipificación de un nuevo enfoque de Harrison. Y sin embargo, la impresión que deja el álbum en su conjunto es, sin duda, el de un Harrison más equilibrado, sereno y despreocupado... Ahora parece que George está en el camino correcto». Robert Christgau, otro periodista a menudo crítico con la carrera musical de Harrison en solitario, otorgó al álbum una calificación de B-. El autor escribió: «No es tan mundano como George quiere que pienses –o como él mismo piensa, por lo que sé– pero tampoco está lleno de mierda», y destacó «Crackerbox Palace» como la mejor canción de Harrison desde «Here Comes the Sun».
En retrospectiva, Thirty Three & 1/3 ha seguido obteniendo críticas favorables con el paso del tiempo. Al respecto, Greg Kot escribió en la revista Rolling Stone en 2002: «"Crackerbox Palace" tiene un brillo en los ojos, el tipo de canción que previamente había eludido el Harrison cada vez más serio. El barrido melódico de la música está casi igualado con "This Song", el comentario sarcástico de Harrison sobre su plagio de "My Sweet Lord". Las dos canciones forman el centro de la colección más fuerte del guitarrista desde su debut en solitario». En The Rolling Stone Album Guide, McRandall nombró a «Beautiful Girl» como «uno de los puntos más destacados de su regreso optimista a la formalidad del pop». Por otra parte, Paul Du Noyer se refirió al álbum en la revista The Word como al «tesoro perdido» entre las reediciones del catálogo de Dark Horse Records en 2004. Desde su entrevista para Guitar World en 1987, Rip Rense elogió la carrera en solitario de Harrison en canciones como «Learning How to Love You» y «Beautiful Girl», y escribió acerca de su «subestimada carrera»: «Su trabajo es mi elección entre los de los ex-beatles por ser el más sustancial en melodía, estructura y contenido. Thirty Three & 1/3, por ejemplo, podría ser aclamado como una obra maestra menor».
John Metzger, en una reseña para Music Box, lo comparó con All Things Must Pass, aunque criticó el «estilo excesivamente satinado de Scott como productor». En la misma reseña, Metzger añadió que «la colección tiene su cuota de buenas canciones», pero que gran parte del material «fue socavado» por la producción de Scott, antes de concluir: «Como resultado, hay un sentido de esterilidad que se arrastra en lo material, y uno se pregunta qué hubiera pasado si George Martin o Phil Spector hubiesen participado en el proyecto». Por otra parte, Alex Franquelli de PopMatters se refirió al álbum como un ejemplo de cómo «la producción artística de Harrison se mantuvo coherente consigo misma» después de All Things Must Pass y describió el disco como «muy por encima de la media de las composiciones pop».

## Reediciones
Tras más de una década descatalogado, Dark Horse Records y EMI reeditaron el 23 de febrero de 2004 una versión remasterizada de Thirty Three & 1/3 como parte de la caja recopilatoria The Dark Horse Years 1976-1992. El álbum, también vendido por separado en formato CD, incluyó la lista de canciones original además de un tema extra, «Tears of the World», un descarte de las sesiones de grabación de Somewhere in England. El 9 de octubre de 2007, salió a la venta una edición en formato de descarga digital en la tienda de iTunes junto a parte del catálogo musical de Harrison. La edición incluyó la lista de canciones de la reedición de 2004 junto a un tema extra, una mezcla alternativa de «Learning How to Love You».

## Lista de canciones
Todas las canciones escritas y compuestas por George Harrison excepto donde se anota. 
| Cara A |                              |              |          |  |
| N.º    | Título                       | Escritor(es) | Duración |  |
| 1.     | «Woman Don't You Cry for Me» |              | 3:20     |  |
| 2.     | «Dear One»                   |              | 5:10     |  |
| 3.     | «Beautiful Girl»             |              | 3:43     |  |
| 4.     | «This Song»                  |              | 4:12     |  |
| 5.     | «See Yourself»               |              | 2:52     |  |

| Cara B |                            |              |          |  |
| N.º    | Título                     | Escritor(es) | Duración |  |
| 6.     | «It's What You Value»      |              | 5:10     |  |
| 7.     | «True Love»                | Cole Porter  | 2:46     |  |
| 8.     | «Pure Smokey»              |              | 3:55     |  |
| 9.     | «Crackerbox Palace»        |              | 4:00     |  |
| 10.    | «Learning How to Love You» |              | 4:12     |  |

| Bonus Track 2004 |                                         |          |  |
| N.º              | Título                                  | Duración |  |
| 1.               | «Tears of the World»                    | 4:03     |  |
| 2.               | «Learning How to Love You (Early Take)» | 4:13     |  |

## Personal
| Músicos - George Harrison: voz, guitarras, sintetizador y percusión. - Tom Scott: saxofón, flauta y lyricon. - Willie Weeks: bajo. - Alvin Taylor: batería. - Gary Wright: teclados. - Richard Tee: piano, órgano y piano Rhodes. - Billy Preston: piano, órgano y sintetizador (en «Beautiful Girl», «This Song» y «See Yourself»). - David Foster: piano Rhodes y clavinet. - Emil Richards: marimba. | Equipo técnico - George Harrison: productor musical. - Hank Cicalo: ingeniero de sonido. - Kumar Shankar: ingeniero asistente. - Phil McDonald: mezclas. - Bob Cato: diseño de portada y fotografía. - Simon Heyworth: masterización. - John Etchells: masterización. |

## Posición en listas
| País           | Lista                 | Posición |
| -------------- | --------------------- | -------- |
| Australia      | ARIA Albums Chart     | 27       |
| Canadá         | RPM Album Chart       | 10       |
| Estados Unidos | Billboard 200         | 11       |
| Japón          | Oricon LP Chart       | 23       |
| Noruega        | VG-lista Albums Chart | 17       |
| Reino Unido    | UK Albums Chart       | 35       |

| Sencillo            | País           | Lista                    | Posición |
| ------------------- | -------------- | ------------------------ | -------- |
| «This Song»         | Canadá         | RPM Singles Chart        | 30       |
| «This Song»         | Estados Unidos | Billboard Hot 100        | 25       |
| «Crackerbox Palace» | Canadá         | RPM Singles Chart        | 19       |
| «Crackerbox Palace» | Estados Unidos | Billboard Hot 100        | 19       |
| «Crackerbox Palace» | Estados Unidos | Adult Contemporary Chart | 20       |

## Certificaciones
| País           | Organismo certificador | Certificación | Ventas certificadas | Ref.  |
| -------------- | ---------------------- | ------------- | ------------------- | ----- |
| Estados Unidos | RIAA                   | Oro           | 500 000             | [ 4 ] |
| Reino Unido    | BPI                    | Plata         | 60 000              | [ 5 ] |